# Hermannsberg (Bayerischer Wald)
Der Hermannsberg ist eine 404 m hohe Erhebung am Rand des Bayerischen Walds in der Gemeinde Wiesent im Landkreis Regensburg.
Der Hermannsberg tritt rund achtzig Meter über die im Süden liegende Donauniederung hervor, westlich verläuft das Tal der Wiesent. Auf seinem steilen Südwesthang, der heute bewaldet ist, bestanden früher Weingärten. Die Einöde Hermannsberg liegt auf dem flach nach Nordosten abfallenden Plateau.

## Namensherkunft
Benannt wurde der Berg nach Hermann Joseph von Lemmen, dem Herrn der Herrschaft Heilsberg zu Wiesent. Er überließ den "kleinen öden Berge" der Gesellschaft von der heiligen Einsamkeit, um dort das Kloster Heilsberg zu gründen, worauf diese den Berg aus Dankbarkeit Hermannsberg benannten.